# John Norton (chef mohawk)
Pour les articles homonymes, voir John Norton.
John Norton (Teyoninhokarawen) est un chef militaire mohawk qui combattit aux côtés des Britanniques durant la guerre anglo-américaine de 1812.
D'origine cherokee par son père et écossaise par sa mère, il s'engage dans la British Army et sert en Irlande avant d'être assigné au Bas-Canada. Là, il se lie aux Iroquois et est adopté par la tribu en tant que chef diplomate et chef militaire.

## Biographie
John Norton est né le 17 décembre 1770 à Dunfermline en Écosse d'un père cherokee et d'une mère écossaise. Il s'engage dans la British Army en 1784 et arrive au Bas-Canada l'année suivante. Il quitte l'armée en 1788 puis travaille dans le commerce de fourrures et comme interprète pour le ministère des Affaires indiennes.
Approché par Joseph Brant, Norton se met à son service et obtient le titre de chef diplomate et chef de guerre de la nation Mohawk. Il tente de négocier avec les Britanniques des ententes territoriales pour les Mohawks mais sans succès.
Durant la guerre anglo-américaine de 1812, Norton recrute et commande des soldats autochtones pour le compte de l'armée britannique et participe notamment à la bataille de Queenston Heights.
En 1823, Norton est accusé d'avoir tué en duel un homme qu'il pensait être l'amant de son épouse et reconnu coupable d'homicide involontaire. Après cet incident, Norton disparaît et ne laisse quasiment plus de traces.